# Општина Шиманд (Арад)
Шиманд (рум. Şimand) општина је у Румунији у округу Арад.
Oпштина се налази на надморској висини од 98 m.